# مانفرد رومل
مانفرد رومل (به آلمانی: Manfred Rommel) (۲۴ دسامبر ۱۹۲۸ – ۷ نوامبر ۲۰۱۳) یک وکیل اهل آلمان و پسر فیلدمارشال اروین رومل بود.